# Эзомепразол
Эзомепразо́л — ингибитор протонного насоса (Н+/К+-АТФазы), блокатор секреции соляной кислоты, противоязвенное средство. Представляет собой S-изомер омепразола.

## Фармакологическое действие
Ингибитор Н+/К+-АТФазы. Эзомепразол является S-изомером омепразола, снижает секрецию соляной кислоты в желудке путём специфического ингибирования протонного насоса в париетальных клетках. S- и R-изомер омепразола обладают сходной фармакодинамической активностью, однако утверждается, что S-изомер обладает более высокой биодоступностью, чем якобы обусловлена его более высокая эффективность (убедительных подтверждений этому пока не предоставлено).

## Механизм действия
Так как эзомепразол это изомер омепразола, они обладают сходным механизмом действия - эзомепразол, являясь слабым основанием, концентрируется и переходит в активную форму в кислой среде секреторных канальцев париетальных клеток слизистой оболочки желудка, где ингибирует протонный насос — фермент H+/K+-АТФ-азу. Эзомепразол ингибирует как базальную, так и стимулированную желудочную секрецию.

## Влияние на секрецию кислоты в желудке
Действие препарата развивается в течение 1 ч после его приёма внутрь в дозе 20 мг или 40 мг. При ежедневном приёме препарата в течение 5 дней по 20 мг 1 раз/сут средняя максимальная концентрация кислоты в желудочном содержимом после стимуляции пентагастрином снижается на 90 % (при измерении концентрации кислоты через 6—7 часов после приёма дозы на 5-й день терапии).
У пациентов с симптоматической гастроэзофагеальной рефлюксной болезнью через 5 дней ежедневного приёма эзомепразола внутрь в дозе 20 мг или 40 мг pH в желудке был выше 4 в течение в среднем 13 и 17 ч из 24 ч при суточном мониторировании, соответственно. Среди пациентов, принимающих препарат в дозе 20 мг/сут, поддержание кислотности на уровне pH выше 4 в течение 8, 12 и 16 ч достигается у 76 %, 54 % и 24 % соответственно. Для 40 мг эзомепразола это соотношение составляет 97 %, 92 % и 56 % соответственно.
Выявлена корреляция между секрецией кислоты и концентрацией препарата в плазме (для оценки концентрации использовали параметр AUC — площадь под кривой «концентрация—время»).

## Терапевтический эффект
При приёме эзомепразола в дозе 40 мг/сут излечение рефлюкс-эзофагита наступает приблизительно у 78 % пациентов через 4 недели терапии и у 93 % — через 8 недель терапии.
Лечение эзомепразолом в дозе 20 мг 2 раза/сут в комбинации с соответствующими антибиотиками в течение одной недели приводит к успешной эрадикации Helicobacter pylori приблизительно у 90 % пациентов.
Пациентам с неосложненной язвой двенадцатиперстной кишки после недельного эрадикационного курса не требуется последующей монотерапии антисекреторными препаратами для заживления язвы и устранения симптомов.
Эзомепразол не является более эффективным, чем омепразол, хотя продаётся по намного более высокой цене. Утверждения о превосходстве клинической эффективности эзомепразола является устоявшимся «коммерческим мифом», используемым фармацевтической промышленностью для формирования решений по назначению лекарств. В клинических испытаниях, которые якобы показали, что эзомепразол — более эффективный препарат, чем омепразол, использовались вместо сравнения эквивалентных доз различные дозы этих препаратов: 40 мг эзомепразола и 20 мг омепразола.

## Другие эффекты
Во время лечения антисекреторными препаратами уровень гастрина в плазме повышается в результате снижения секреции кислоты.
У пациентов, применявших антисекреторные препараты в течение длительного времени, чаще отмечается образование железистых кист в желудке, которые проходят самостоятельно на фоне продолжения терапии. Это явление обусловлено физиологическими изменениями в результате ингибирования секреции кислоты.
Эзомепразол неустойчив в кислой среде, поэтому для приёма внутрь используют таблетки, содержащие гранулы препарата, покрытые оболочкой, устойчивой к действию желудочного сока.

## Фармакокинетика

### Всасывание и распределение
После приёма препарата внутрь эзомепразол быстро абсорбируется из ЖКТ; Максимальная концентрация (Cmax) достигается через 1—2 часа. Абсолютная биодоступность (F) после однократного приёма дозы в 40 мг составляет 64 % и возрастает до 89 % на фоне ежедневного приёма 1 раз/сут. Для дозы 20 мг эзомепразола эти показатели составляют 50 % и 68 %, соответственно. В равновесном состоянии кажущийся объём распределения (Vd) у здоровых людей составляет приблизительно 0,22 л/кг массы тела. Связывание с белками плазмы — 97 %. Одновременный приём пищи замедляет и снижает всасывание эзомепразола в желудке.

### Метаболизм и выведение
В условиях in vivo лишь незначительная часть эзомепразола превращается в R-изомер. Эзомепразол биотрансформируется полностью с участием ферментов системы цитохрома P450 (CYP). Основная часть метаболизируется при участии специфической полиморфной изоформы CYP2C19, при этом образуются гидрокси- и деметилированные метаболиты эзомепразола. Метаболизм оставшейся части осуществляется другой специфической изоформой — CYP3A4, при этом образуется сульфопроизводное эзомепразола, являющееся основным метаболитом, определяемым в плазме.
Параметры, приведённые ниже, отражают, в основном, характер фармакокинетики у пациентов с активным ферментом CYP2C19 (пациенты с быстрым метаболизмом).
Общий клиренс (CL) составляет примерно 17 л/час после однократного приёма препарата и 9 л/час — после многократного приёма. Период полувыведения (T1/2) составляет 1,3 часа при систематическом приёме 1 раз/сут. Площадь под кривой «концентрация—время» (AUC) дозозависимо возрастает при регулярном приёме и выражается в нелинейной зависимости дозы и AUC. Такая временна́я и дозовая зависимость является следствием снижения метаболизма эзомепразола при первом прохождении через печень, а также снижением системного клиренса, вызванного вероятно тем, что эзомепразол и/или его сульфосодержащий метаболит ингибируют фермент CYP2C19. При ежедневном приёме 1 раз/сут эзомепразол полностью выводится из плазмы крови в перерыве между приёмами и не кумулирует.
Ни один из основных метаболитов эзомепразола не влияет на секрецию желудочной кислоты. При приёме препарата внутрь до 80 % дозы выводится в виде метаболитов с мочой, остальное количество выводится с калом. В моче обнаруживается менее 1 % неизмененного эзомепразола.

### Фармакокинетика в особых клинических случаях
Приблизительно у 1—2 % населения снижена активность изофермента CYP2C19 (пациенты с медленным метаболизмом). У таких пациентов метаболизм эзомепразола в основном осуществляется в результате действия CYP3A4. При систематическом приёме 40 мг эзомепразола 1 раз/сут AUC на 100 % превышает значение этого параметра у пациентов с активным ферментом CYP2C19 (пациенты с быстрым метаболизмом). Средняя величина Cmax у пациентов с медленным метаболизмом повышена приблизительно на 60 %.
У пациентов пожилого возраста (71—80 лет) метаболизм эзомепразола не претерпевает значительных изменений.
После однократного приёма 40 мг эзомепразола средняя AUC у женщин на 30 % превышает таковую у мужчин. В дальнейшем при систематическом ежедневном приёме препарата 1 раз/сут различий в фармакокинетике у пациентов обоих полов не наблюдается (указанные различия не влияют на режим дозирования препарата).
У пациентов с печёночной недостаточностью умеренной или средней степеней тяжести метаболизм эзомепразола может нарушаться. У пациентов с тяжёлой печёночной недостаточностью скорость метаболизма снижена, что приводит к увеличению AUC в 2 раза для эзомепразола.
Изучение фармакокинетики у пациентов с почечной недостаточностью не проводилось. Поскольку через почки осуществляется выведение не самого эзомепразола, а его метаболитов, можно полагать, что метаболизм эзомепразола у пациентов с почечной недостаточностью не изменяется.

## Показания
Гастроэзофагеальная рефлюксная болезнь:
- лечение эрозивного рефлюкс-эзофагита;
- длительная поддерживающая терапия у пациентов с излеченным эзофагитом для предотвращения рецидивов;
- симптоматическая терапия гастроэзофагеальной рефлюксной болезни.

Язвенная болезнь желудка и двенадцатиперстной кишки (в составе комбинированной терапии):
- лечение язвы двенадцатиперстной кишки, ассоциированной с Helicobacter pylori;
- профилактика и лечение пептических язв у пациентов с язвенной болезнью.

Пациенты, длительно принимающие НПВП:
- заживление пептических язв, связанных с приёмом НПВП;
- профилактика пептических язв, связанных с приёмом НПВП.

## Режим дозирования
При гастроэзофагеальной рефлюксной болезни эзомепразол назначают для лечения эрозивного рефлюкс-эзофагита в разовой дозе 40 мг 1 раз/сут в течение 4 недель. Дополнительный 4-недельный курс терапии рекомендуют проводить в тех случаях, когда после первого курса не наступает излечение эзофагита или сохраняются симптомы заболевания.
Для длительной поддерживающей терапии пациентов с излеченным эрозивным эзофагитом для предотвращения рецидива препарат назначают по 20 мг 1 раз/сут.
Для симптоматической терапии гастроэзофагеальной рефлюксной болезни без эзофагита препарат назначают в дозе 20 мг 1 раз/сут. Если после 4 недель лечения симптомы не исчезают, следует провести дополнительное обследование пациента. После устранения симптомов можно перейти на режим приёма препарата «по необходимости», то есть принимать препарат по 20 мг 1 раз/сут при возникновении симптомов до их снятия.
При язвенной болезни желудка и двенадцатиперстной кишки в составе комбинированной терапии для эрадикации Helicobacter pylori, а также для лечения язвы двенадцатиперстной кишки, ассоциированной с Helicobacter pylori и для профилактики и лечения пептических язв у пациентов с язвенной болезнью эзомепразол назначают в разовой дозе 20 мг, амоксициллин — 1 г, кларитромицин— 500 мг. Все препараты принимаются 2 раза/сут в течение 7—10—14 дней.
Пациентам, длительно принимающим НПВП для заживления пептических язв, связанных с приёмом НПВП, эзомепразол назначают в дозе 20 мг 1 раз/сут. Длительность лечения составляет 4—8 недель.
Для профилактики пептических язв, связанных с приёмом НПВП, эзомепразол назначают в дозе 20 мг 1 раз/сут.
Таблетки следует проглатывать целиком, запивая жидкостью. Таблетки нельзя разжёвывать или дробить. Пациентам с затруднением глотания можно растворить таблетку в половине стакана негазированной воды (не следует использовать другие жидкости, так как защитная оболочка микрогранул может раствориться), размешать до распадения таблетки и выпить взвесь микрогранул сразу или в течение 30 мин. Затем следует снова наполнить стакан водой наполовину, размешать остатки и выпить. Не следует использовать другие жидкости, так как защитная оболочка микрогранул может раствориться. Не следует жевать или дробить микрогранулы.
Для пациентов, которые не могут глотать, таблетки следует растворять в негазированной воде и вводить через назогастральный зонд. Важно, чтобы выбранные шприц и зонд были тщательно протестированы.
При назначении препарата пациентам с нарушениями функции почек коррекция дозы не требуется. С осторожностью применяют препарат у пациентов с почечной недостаточностью тяжёлой степени из-за ограниченного клинического опыта его использования у этой категории больных.
При назначении эзомепразола пациентам с печёночной недостаточностью лёгкой или средней степени тяжести коррекция дозы не требуется. Пациентам с тяжёлой печёночной недостаточностью применяемая доза не должна превышать 20 мг/сут.
Пациентам пожилого возраста коррекция режима дозирования не требуется.

## Побочное действие
Приведённые ниже побочные эффекты не зависят от дозы препарата.
Часто (>1/100, <1/10): головная боль, боль в животе, диарея, метеоризм, тошнота, рвота, запор.
Менее часто (>1/1000, <1/100): дерматит, зуд, крапивница, головокружение, сухость во рту, нечёткость зрения.
Редко (>1/10000, <1/1000): ангионевротический отёк, анафилактоидная реакция, повышение активности печёночных ферментов, Синдром Стивенса — Джонсона, мультиформная экссудативная эритема, миалгия, лейкопения, тромбоцитопения, депрессия.
Очень редко (<1/10000): агранулоцитоз, панцитопения.
Следующие побочные эффекты наблюдались при применении рацемического препарата (омепразола) и могут ожидаться также при применении эзомепразола.
Со стороны ЦНС и периферической нервной системы: парестезия, сонливость, бессонница, головокружение, спутанность сознания, тревожность, возбуждение, депрессия, галлюцинации (преимущественно у ослабленных пациентов).
Со стороны эндокринной системы: гинекомастия.
Со стороны пищеварительной системы: стоматит, желудочно-кишечный кандидоз; повышение активности печёночных ферментов, энцефалопатия у пациентов с длительными тяжёлыми заболеваниями печени, гепатит с (или без) желтухой, печёночная недостаточность.
Со стороны системы кроветворения: лейкопения, тромбоцитопения, агранулоцитоз и панцитопения.
Со стороны костно-мышечной системы: боли в суставах, мышечная слабость.
Дерматологические реакции: сыпь, фотосенсибилизация, токсический эпидермальный некролиз, алопеция.
Аллергические реакции: лихорадка, бронхоспазм, интерстициальный нефрит, анафилактический шок.
Прочие: общая слабость, повышение потоотделения, периферические отёки, изменения вкуса, гипонатриемия.

## Противопоказания
Противопоказаниями к приёму препарата являются:
- наследственная непереносимость фруктозы;
- глюкозо-галактозная мальабсорбция;
- сахаразо-изомальтазная недостаточность;
- детский возраст (в связи с отсутствием данных об эффективности и безопасности применения препарата у данной группы пациентов);
- повышенная чувствительность к эзомепразолу, замещённым бензимидазолам или другим компонентам препарата.

С осторожностью следует назначать препарат при почечной недостаточности тяжёлой степени (опыт применения ограничен).

## Беременность и лактация
В настоящее время нет достаточного количества данных о применении эзомепразола при беременности. Назначение препарата в этот период возможно только в случае, если предполагаемая польза для матери превышает потенциальный риск для плода.
Результаты эпидемиологических исследований омепразола, представляющего собой рацемическую смесь, показали отсутствие фетотоксического действия или нарушения развития плода.
В экспериментальных исследованиях на животных не выявлено какого-либо отрицательного воздействия эзомепразола на развитие эмбриона или плода. Введение рацемического препарата также не оказывало какого-либо отрицательного воздействия на течение беременности, роды и на период постнатального развития у животных.
В настоящее время неизвестно, выделяется ли эзомепразол с грудным молоком, поэтому не следует назначать эзомепразол в период грудного вскармливания.

## Особые указания
Перед назначением эзомепразола следует исключить возможность злокачественного новообразования, поскольку лечение эзомепразолом может привести к сглаживанию симптоматики и отсрочить постановку диагноза.
Пациенты, принимающие препарат в течение длительного периода (особенно более года), должны находиться под регулярным наблюдением врача.
Пациенты, находящиеся на режиме терапии «по необходимости», должны быть проинструктированы о необходимости связаться со своим врачом при изменении характера симптомов. Принимая во внимание колебания концентрации эзомепразола в плазме при назначении препарата в режиме терапии «по необходимости», следует учитывать взаимодействие препарата с другими лекарственными средствами.
При назначении эзомепразола для эрадикации Helicobacter pylori должна учитываться возможность лекарственного взаимодействия для всех компонентов тройной терапии.

## Влияние на способность к вождению автотранспорта и управлению механизмами
Не выявлено влияния препарата на способность к вождению автотранспорта и управлению механизмами.

## Передозировка
В настоящее время описаны крайне редкие случаи умышленной передозировки.
Симптомы: при приёме эзомепразола в дозе 280 мг внутрь отмечались общая слабость и проявления со стороны ЖКТ. Разовый приём эзомепразола в дозе 80 мг внутрь не вызывал каких-либо отрицательных последствий.
Лечение: при необходимости проводят симптоматическую и поддерживающую терапию. Специфический антидот неизвестен. Диализ малоэффективен, так как эзомепразол связывается с белками плазмы.

## Лекарственное взаимодействие
Влияние эзомепразола на фармакокинетику других лекарственных препаратов
Снижение кислотности желудочного сока на фоне лечения эзомепразолом может привести к изменению абсорбции препаратов, всасывание которых зависит от кислотности среды.
Эзомепразол ингибирует CYP2C19 — основной фермент, участвующий в его метаболизме. Соответственно, совместное применение эзомепразола с другими препаратами, в метаболизме которых принимает участие CYP2C19 (например, диазепам, циталопрам, имипрамин, кломипрамин, фенитоин), может привести к повышению концентраций этих препаратов в плазме, что, в свою очередь, приведёт к необходимости снижения дозы. Это явление особенно выражено при использовании эзомепразола в режиме терапии «по необходимости». При совместном приёме 30 мг эзомепразола и диазепама на 45 % снижается клиренс фермент-субстратного комплекса (CYP2C19-диазепам).
Минимальные концентрации фенитоина в плазме больных эпилепсией повышались на 13 % при сочетании его с эзомепразолом в дозе 40 мг. В связи с этим рекомендуется контролировать концентрации фенитоина в плазме в начале лечения эзомепразолом и при его отмене.
Совместный приём варфарина с эзомепразолом в дозе 40 мг не приводит к изменению времени коагуляции у пациентов, длительно принимающих варфарин. Однако сообщалось о нескольких случаях клинически значимого повышения индекса МНО (международное нормализованное отношение) при совместном применении варфарина и эзомепразола. В связи с чем рекомендуется наблюдение за пациентами при начале и по окончании совместного применения этих препаратов.
Совместный приём цизаприда с эзомепразолом в дозе 40 мг приводит к повышению значений фармакокинетических параметров цизаприда: AUC — на 32 % и Т1/2 — на 31 %, однако концентрации цизаприда в плазме при этом значительно не изменялись. Незначительное удлинение интервала QT, которое наблюдалось при монотерапии цизапридом, при добавлении эзомепразола не увеличивалось.
Эзомепразол не вызывает клинически значимых изменений фармакокинетики амоксициллина и хинидина.
Исследования по оценке совместного применения эзомепразола и напроксена или рофекоксиба не выявили клинически значимого фармакокинетического взаимодействия.

## Влияние лекарственных препаратов на фармакокинетику эзомепразола
В метаболизме эзомепразола принимают участие CYP2C19 и CYP3A4. Совместное применение эзомепразола с кларитромицином (500 мг 2 раза/сут), который ингибирует CYP3А4, приводит к увеличению экспозиции AUC эзомепразола в 2 раза. Коррекция дозы эзомепразола в этом случае не требуется.